# Municipio de Halmstad
El municipio de Halmstad (en sueco: Halmstads kommun) es un municipio en la provincia de Halland, al sur de Suecia. Su sede se encuentra en la ciudad de Halmstad. En 1967, el municipio rural Simlångsdalen (creado en 1952) se fusionó con la ciudad de Halmstad. La ciudad se convirtió en un municipio de tipo unitario en 1971, pero los siete municipios circundantes no se fusionaron hasta 1974.

## Localidades
Hay 21 áreas urbanas (tätort) en el municipio:
| #  | Tätort         | Población |
| -- | -------------- | --------- |
| 1  | Halmstad       | 55,688    |
| 2  | Oskarström     | 4,011     |
| 3  | Fyllinge       | 2,830     |
| 4  | Getinge        | 1,885     |
| 5  | Frösakull      | 1,635     |
| 6  | Trönninge      | 1,555     |
| 7  | Åled           | 1,536     |
| 8  | Harplinge      | 1,454     |
| 9  | Gullbrandstorp | 1,435     |
| 10 | Haverdal       | 1,401     |
| 11 | Kvibille       | 793       |
| 12 | Steninge       | 769       |
| 13 | Gullbranna     | 727       |
| 14 | Eldsberga      | 717       |
| 15 | Villshärad     | 628       |
| 16 | Simlångsdalen  | 577       |
| 17 | Laxvik         | 469       |
| 18 | Holm           | 462       |
| 19 | Sennan         | 430       |
| 20 | Tylösand       | 387       |
| 21 | Skedala        | 355       |

## Ciudades hermanas
Halmstad está hermanado o tiene tratado de cooperación con:
- Gentofte, Dinamarca
- Hanko, Finlandia
- Stords, Noruega